# 500 Milhas de Indianápolis de 1959
Resultados da quadragésima terceira edição das 500 Milhas de Indianápolis realizadas no Indianapolis Motor Speedway à 30 de maio de 1959, valendo também como segunda etapa do mundial de Fórmula 1. O vencedor foi o norte-americano Rodger Ward.

## Resumo
Em 17 de maio de 1959 o carro do norte-americano Jerry Unser bateu no muro, capotou várias vezes e explodiu. Quinze dias mais tarde o piloto morreu em consequência das queimaduras sofridas. Em 19 de maio daquele ano uma rajada de vento fez Bob Cortner perder o controle do carro e bater, sendo que faleceu no mesmo dia por conta de graves ferimentos na cabeça.

## Classificação da prova

### Treino classificatório
| Pos. | Nº | Piloto            | Equipe                         | Chassi                | Motor              | Pneu | Tempo    | Diferença |
| ---- | -- | ----------------- | ------------------------------ | --------------------- | ------------------ | ---- | -------- | --------- |
| 1    | 3  | Johnny Thomson    | Racing Associates              | Lesovsky ???          | Offenhauser L4 4.5 | F    | 1'01"683 |           |
| 2    | 44 | Eddie Sachs       | Peter Schmidt                  | Kuzma Indy Roadster   | Offenhauser L4 4.5 | F    | 1'01"887 | "204      |
| 3    | 16 | Jim Rathmann      | Simoniz/Lindsey Hopkins        | Watson Indy Roadster  | Offenhauser L4 4.5 | F    | 1'02"313 | "630      |
| 4    | 73 | Dick Rathmann     | McNamara/Kalamazoo Sports      | Watson Indy Roadster  | Offenhauser L4 4.5 | F    | 1'02"392 | "709      |
| 5    | 48 | Bobby Grim        | Sumar/Chapman Root             | Kurtis Kraft 500G     | Offenhauser L4 4.5 | F    | 1'02"402 | "719      |
| 6    | 5  | Rodger Ward       | Leader Card 500                | Watson Indy Roadster  | Offenhauser L4 4.5 | F    | 1'02"485 | "802      |
| 7    | 74 | Bob Veith         | John Zink                      | Moore ???             | Offenhauser L4 4.5 | F    | 1'02"490 | "807      |
| 8    | 19 | Eddie Johnson     | Bryant Heating                 | Kurtis Kraft 500G     | Offenhauser L4 4.5 | F    | 1'02"500 | "817      |
| 9    | 88 | Gene Hartley      | Drewry's/R.T. Marley           | Kuzma Indy Roadster   | Offenhauser L4 4.5 | F    | 1'02"685 | 1"002     |
| 10   | 9  | Don Branson       | Bob Estes                      | Phillips ???          | Offenhauser L4 4.5 | F    | 1'02"800 | 1"117     |
| 11   | 33 | Johnny Boyd       | Bowes Seal Fast/Bignotti       | Epperly Indy Roadster | Offenhauser L4 4.5 | F    | 1'03"020 | 1"337     |
| 12   | 37 | Duane Carter      | Smokey Yunick                  | Kurtis Kraft 500H     | Offenhauser L4 4.5 | F    | 1'03"027 | 1'344     |
| 13   | 66 | Jimmy Daywalt     | Federal Engineering            | Kurtis Kraft 500E     | Offenhauser L4 4.5 | F    | 1'03"205 | 1"522     |
| 14   | 24 | Jack Turner       | Travelon Trailer / Ernest Ruiz | Christensen ???       | Offenhauser L4 4.5 | F    | 1'03"727 | 2"044     |
| 15   | 1  | Tony Bettenhausen | Hoover Motor Express           | Epperly Indy Roadster | Offenhauser L4 4.5 | F    | 1'04"060 | 2"377     |
| 16   | 99 | Paul Goldsmith    | Norman Demler                  | Epperly Indy Roadster | Offenhauser L4 4.5 | F    | 1'04"082 | 2"399     |
| 17   | 10 | A.J. Foyt         | Dean Van Lines                 | Kuzma Indy Roadster   | Offenhauser L4 4.5 | F    | 1'04"092 | 2"409     |
| 18   | 64 | Pat Flaherty      | John Zink                      | Watson Indy Roadster  | Offenhauser L4 4.5 | F    | 1'04"203 | 2"520     |
| 19   | 7  | Jud Larson        | Bowes Seal Fast/Bignotti       | Kurtis Kraft 500H     | Offenhauser L4 4.5 | F    | 1'04"248 | 2"565     |
| 20   | 6  | Jimmy Bryan       | Belond AP/George Salih         | Epperly Indy Roadster | Offenhauser L4 4.5 | F    | 1'04"328 | 2"645     |
| 21   | 71 | Chuck Arnold      | Hall-Mar                       | Kurtis Kraft ???      | Offenhauser L4 4.5 | F    | 1'04"328 | 2"645     |
| 22   | 8  | Len Sutton        | Wolcott Memorial Racing        | Lesovsky ???          | Offenhauser L4 4.5 | F    | 1'04"332 | 2"649     |
| 23   | 89 | Al Herman         | Dunn Engineering               | Dunn ???              | Offenhauser L4 4.5 | F    | 1'04"408 | 2"725     |
| 24   | 65 | Bob Christie      | Federal Engineering            | Kurtis Kraft 500C     | Offenhauser L4 4.5 | F    | 1'04"830 | 3"147     |
| 25   | 15 | Don Freeland      | Jim Robbins                    | Kurtis Kraft 500G     | Offenhauser L4 4.5 | F    | 1'04"912 | 3"229     |
| 26   | 87 | Red Amick         | Wheeler-Foutch                 | Kurtis Kraft 500C     | Offenhauser L4 4.5 | F    | 1'04"970 | 3"287     |
| 27   | 45 | Paul Russo        | Bardahl/Fred Gerhardt          | Kurtis Kraft 500G     | Offenhauser L4 4.5 | F    | 1'05"210 | 3"527     |
| 28   | 57 | Al Keller         | Helse / H.H. Johnson           | Kuzma Indy Roadster   | Offenhauser L4 4.5 | F    | 1'05"355 | 3"672     |
| 29   | 47 | Chuck Weyant      | Roy McKay                      | Kurtis Kraft 500G     | Offenhauser L4 4.5 | F    | 1'05"403 | 3"720     |
| 30   | 53 | Bill Cheesbourg   | Greenman-Casale                | Kuzma Indy Roadster   | Offenhauser L4 4.5 | F    | 1'05"475 | 3"792     |
| 31   | 77 | Mike Magill       | Dayton Steel Foundry           | Sutton ???            | Offenhauser L4 4.5 | F    | 1'05"612 | 3"929     |
| 32   | 49 | Ray Crawford      | Meguiar's Mirror/Crawford      | Elder ???             | Offenhauser L4 4.5 | F    | 1'05"673 | 3"990     |
| 33   | 58 | Jim McWithey      | Ray Brady                      | Kurtis Kraft 500C     | Offenhauser L4 4.5 | F    | 1'05"733 | 4"050     |

### Corrida
| Pos. | Nº | Piloto            | Equipe                         | Chassi                | Motor              | Pneu | Voltas | Tempo                             | Grid | Pontos |
| ---- | -- | ----------------- | ------------------------------ | --------------------- | ------------------ | ---- | ------ | --------------------------------- | ---- | ------ |
| 1    | 5  | Rodger Ward       | Leader Card 500                | Watson Indy Roadster  | Offenhauser L4 4.5 | F    | 200    | 3h 40m 49s 200ms (218.621 km/h)   | 6    | 8      |
| 2    | 16 | Jim Rathmann      | Simoniz/Lindsey Hopkins        | Watson Indy Roadster  | Offenhauser L4 4.5 | F    | 200    | 3h 41m 12s 477ms (+23s 276ms)     | 3    | 6      |
| 3    | 3  | Johnny Thomson    | Racing Associates              | Lesovsky ???          | Offenhauser L4 4.5 | F    | 200    | 3h 41m 39s 840ms (+50s 640ms)     | 1    | 5      |
| 4    | 1  | Tony Bettenhausen | Hoover Motor Express           | Epperly Indy Roadster | Offenhauser L4 4.5 | F    | 200    | 3h 42m 36s 290ms (+1m 47s 090ms)  | 15   | 3      |
| 5    | 99 | Paul Goldsmith    | Norman Demler                  | Epperly Indy Roadster | Offenhauser L4 4.5 | F    | 200    | 3h 42m 55s 640ms (+2m 06s 439ms)  | 16   | 2      |
| 6    | 33 | Johnny Boyd       | Bowes Seal Fast/Bignotti       | Epperly Indy Roadster | Offenhauser L4 4.5 | F    | 200    | 3h 44m 06s 180ms (+3m 16s 979ms)  | 11   |        |
| 7    | 37 | Duane Carter      | Smokey Yunick                  | Kurtis Kraft 500H     | Offenhauser L4 4.5 | F    | 200    | 3h 44m 59s 120ms (+4m 09s 920ms)  | 12   |        |
| 8    | 19 | Eddie Johnson     | Bryant Heating                 | Kurtis Kraft 500G     | Offenhauser L4 4.5 | F    | 200    | 3h 44m 59s 730ms (+4m 10s 530ms)  | 8    |        |
| 9    | 45 | Paul Russo        | Bardahl/Fred Gerhardt          | Kurtis Kraft 500G     | Offenhauser L4 4.5 | F    | 200    | 3h 45m 00s 240ms (+4m 11s 040ms)  | 27   |        |
| 10   | 10 | A.J. Foyt         | Dean Van Lines                 | Kuzma Indy Roadster   | Offenhauser L4 4.5 | F    | 200    | 3h 45m 03s 680ms (+4m 14s 479ms)  | 17   |        |
| 11   | 88 | Gene Hartley      | Drewry's/R.T. Marley           | Kuzma Indy Roadster   | Offenhauser L4 4.5 | F    | 200    | 3h 46m 31s 680ms (+5m 42s 479ms)  | 9    |        |
| 12   | 74 | Bob Veith         | John Zink                      | Moore ???             | Offenhauser L4 4.5 | F    | 200    | 3h 46m 58s 930ms (+6m 09s 729ms)  | 7    |        |
| 13   | 89 | Al Herman         | Dunn Engineering               | Dunn ???              | Offenhauser L4 4.5 | F    | 200    | 3h 47m 29s 600ms (+6m 40s 399ms)  | 23   |        |
| 14   | 66 | Jimmy Daywalt     | Federal Engineering            | Kurtis Kraft 500E     | Offenhauser L4 4.5 | F    | 200    | 3h 47m 30s 740ms (+6m 41s 540ms)  | 13   |        |
| 15   | 71 | Chuck Arnold      | Hall-Mar                       | Kurtis Kraft ???      | Offenhauser L4 4.5 | F    | 200    | 3h 49m 09s 060ms (+8m 19s 859ms)  | 21   |        |
| 16   | 58 | Jim McWithey      | Ray Brady                      | Kurtis Kraft 500C     | Offenhauser L4 4.5 | F    | 200    | 3h 52m 30s 890ms (+11m 41s 689ms) | 33   |        |
| 17   | 44 | Eddie Sachs       | Peter Schmidt                  | Kuzma Indy Roadster   | Offenhauser L4 4.5 | F    | 182    | Rotação                           | 2    |        |
| 18   | 57 | Al Keller         | Helse / H.H. Johnson           | Kuzma Indy Roadster   | Offenhauser L4 4.5 | F    | 163    | Motor                             | 28   |        |
| 19   | 64 | Pat Flaherty      | John Zink                      | Watson Indy Roadster  | Offenhauser L4 4.5 | F    | 162    | Colisão                           | 18   |        |
| 20   | 73 | Dick Rathmann     | McNamara/Kalamazoo Sports      | Watson Indy Roadster  | Offenhauser L4 4.5 | F    | 150    | Incêndio                          | 4    |        |
| 21   | 53 | Bill Cheesbourg   | Greenman-Casale                | Kuzma Indy Roadster   | Offenhauser L4 4.5 | F    | 147    | Magneto                           | 30   |        |
| 22   | 15 | Don Freeland      | Jim Robbins                    | Kurtis Kraft 500G     | Offenhauser L4 4.5 | F    | 136    | Magneto                           | 25   |        |
| 23   | 49 | Ray Crawford      | Meguiar's Mirror/Crawford      | Elder ???             | Offenhauser L4 4.5 | F    | 115    | Colisão                           | 32   |        |
| 24   | 9  | Don Branson       | Bob Estes                      | Phillips ???          | Offenhauser L4 4.5 | F    | 112    | Suspensão                         | 10   |        |
| 25   | 65 | Bob Christie      | Federal Engineering            | Kurtis Kraft 500C     | Offenhauser L4 4.5 | F    | 109    | Motor                             | 24   |        |
| 26   | 48 | Bobby Grim        | Sumar/Chapman Root             | Kurtis Kraft 500G     | Offenhauser L4 4.5 | F    | 85     | Magneto                           | 5    |        |
| 27   | 24 | Jack Turner       | Travelon Trailer / Ernest Ruiz | Christensen ???       | Offenhauser L4 4.5 | F    | 47     | Tanque                            | 14   |        |
| 28   | 47 | Chuck Weyant      | Roy McKay                      | Kurtis Kraft 500G     | Offenhauser L4 4.5 | F    | 45     | Colisão                           | 29   |        |
| 29   | 7  | Jud Larson        | Bowes Seal Fast/Bignotti       | Kurtis Kraft 500H     | Offenhauser L4 4.5 | F    | 45     | Colisão                           | 19   |        |
| 30   | 77 | Mike Magill       | Dayton Steel Foundry           | Sutton ???            | Offenhauser L4 4.5 | F    | 45     | Colisão                           | 31   |        |
| 31   | 87 | Red Amick         | Wheeler-Foutch                 | Kurtis Kraft 500C     | Offenhauser L4 4.5 | F    | 45     | Colisão                           | 26   |        |
| 32   | 8  | Len Sutton        | Wolcott Memorial Racing        | Lesovsky ???          | Offenhauser L4 4.5 | F    | 34     | Colisão                           | 22   |        |
| 33   | 6  | Jimmy Bryan       | Belond AP/George Salih         | Epperly Indy Roadster | Offenhauser L4 4.5 | F    | 1      | Embreagem                         | 20   |        |